# Senhorinho de Tessalônica
São Senhorinho de Tessalônica, ou São Donino de Salonica, ou Domino, ou Domnino (em latim: Domninus, grego Δομνίνος), é um santo e mártir citado no Martirológio Romano e no Sinaxário Ortodoxo. É festejado em 30 de março pelos católicos, e em 1 de outubro pelos ortodoxos.

## Hagiografia

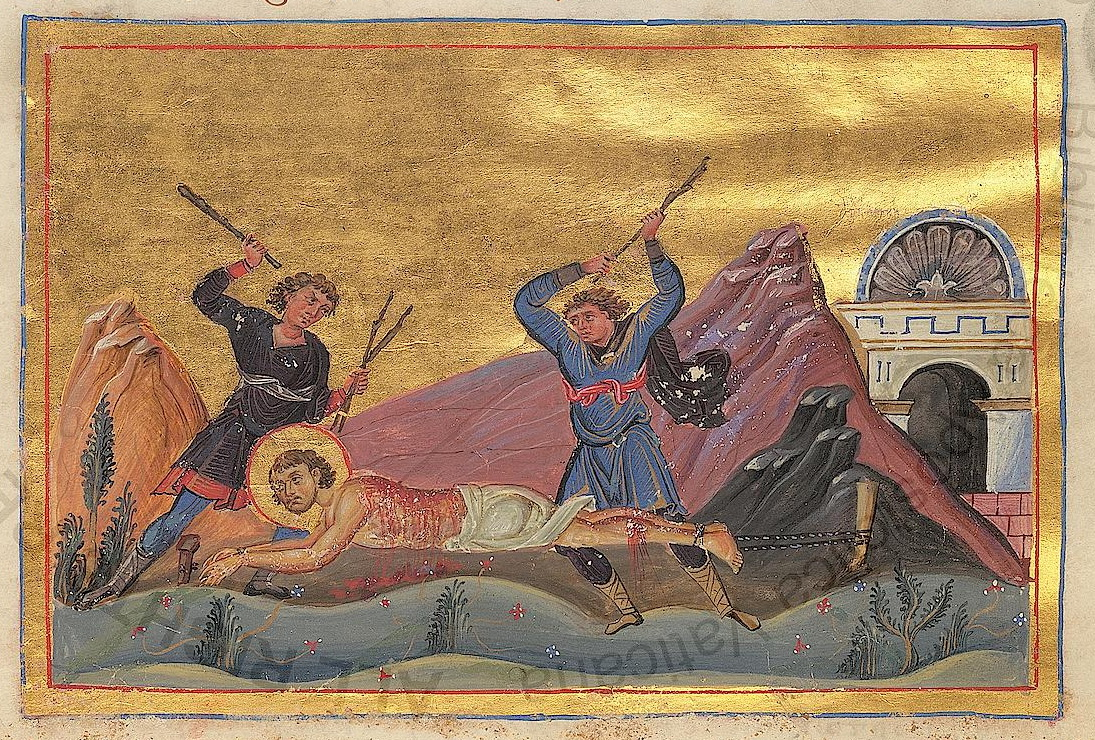
O martírio de Domnino

É uma figura cuja história pouco se conhece. Foi parte de um grupo de dez ou doze mártires mortos em Tessalônica, presumivelmente na "Grande Perseguição", no governo de Maximiano, ou assim o consideram ambas as tradições católica e ortodoxa.
É por vezes descrito que Domnino teria sido levado perante Maximiano, que o ordenaria a sacrificar aos ídolos romanos se quisesse viver. Desafiadoramente o cristão recusaria, tendo então sido torturado, com seus ossos quebrados, incluindo as pernas. Expulso da cidade e forçado a jejum, morreria pouco depois.

## Culto
A veneração deste santo espalhou-se por várias partes da Itália, particularmente na Emília-Romanha, onde várias localidades levam seu nome. Em algumas áreas, é invocado como protetor contra picadas de cobras e cães raivosos.

## Representações
Surge em vários martirológicos antigos, como no Martirológio Jeronimiano. Ademais, é retratado em diversas obras de arte, incluindo pinturas, esculturas e miniaturas. Um exemplo significativo de sua representação é um retábulo, criado pelo pintor flamengo Jan van Eyck em 1436, preservado no Museu de Arte de Berlim.